# Billboard Canadian Hot 100
Canadian Hot 100 («канадська гаряча сотня») — чарт популярності синглів у Канаді, який щотижня публікується журналом Billboard. Перше голосування відбулось 16 червня 2007, онлайн голосування — 7 червня 2007. Цей чарт був першим, за всю історію Billboard, який існував поза Сполученими Штатами. Першою піснею номер один стала «Umbrella», виконана Rihanna у дуеті з Jay-Z.
Восени 2009, канадський чарт зазнав проблеми. 31 жовтня було 26 номерів перших. Все ж переможця визнали. Це була пісня «Sexy Bitch», виконана David Guetta у дуеті з Akon.
Подібно до американського «Billboard» Hot 100, канадський також відбирає пісні, які набули популярності на радіо та у цифровому завантаженні. До уваги беруться близько 100 радіостанцій. Чарт також має категорію для неопублікованих пісень, яку вони назвали «випробувальною».
Менеджер Billboard на прем'єрі чарту сказав: «Новий чарт Canadian Hot 100 буде служити виключно на благо Канади, він буде продовжувати нашу традицію з США, й буде відбирати найкращі пісні, що слухає канадська аудиторія».